# St. Bonifatius (Essen-Bergeborbeck)

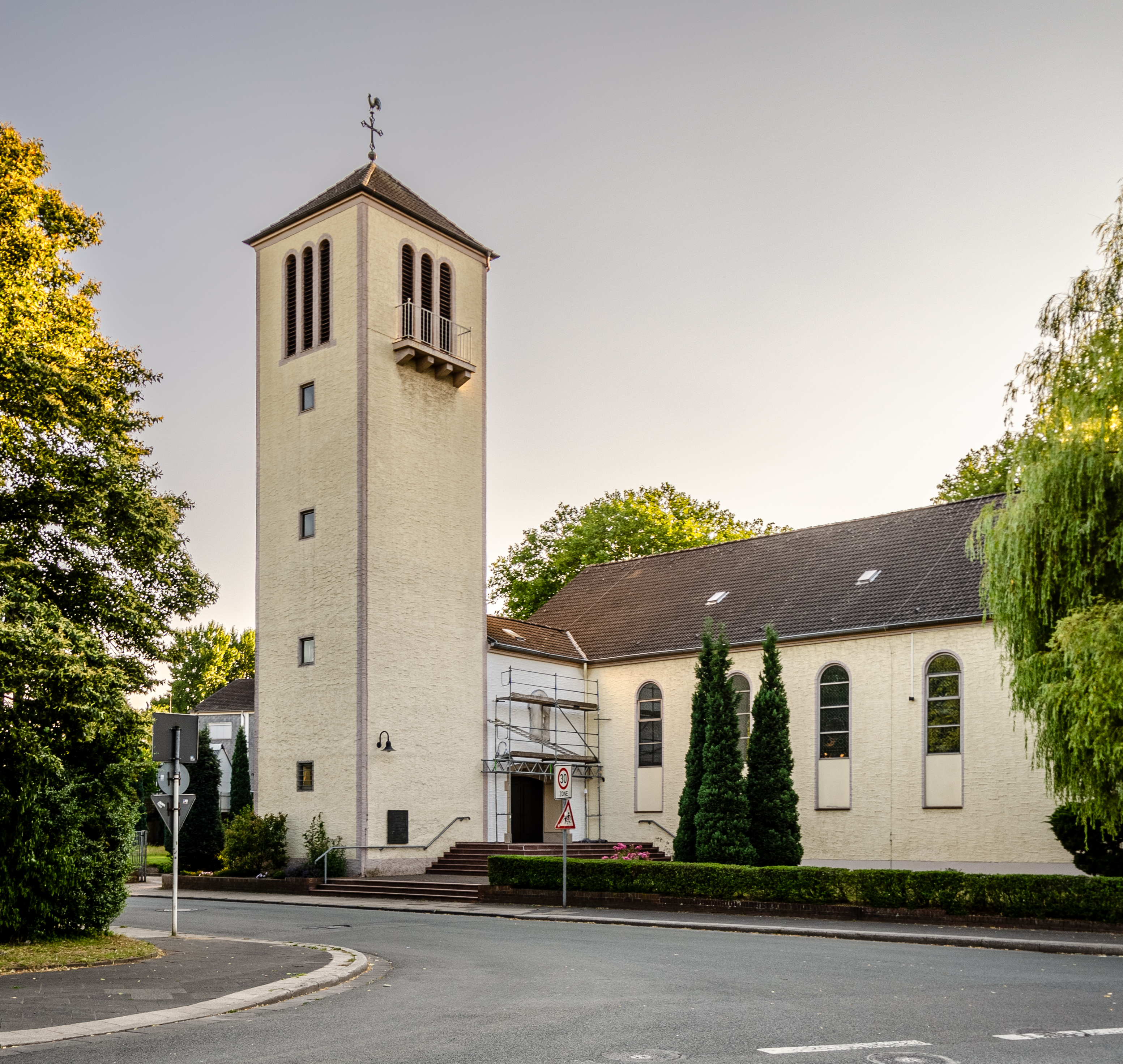
St.-Bonifatius-Kirche

Die katholische Kirche St. Bonifatius, vormals Glaubenskirche, befindet sich im nördlichen Essener Stadtteil Bergeborbeck an der Bottroper Straße in einem Industriegebiet und gehört der Priesterbruderschaft St. Pius X.

## Geschichte
Die ehemalige protestantische „Glaubenskirche“ (erbaut 1939/40, zum Kriegsende zerstört und 1952 wiederaufgebaut) war im Juni 1981 durch die Priesterbruderschaft St. Pius X. gekauft und umgebaut worden.
Die Weihe der Kirche erfolgte am 25. Oktober 1981 (Christkönigsfest), gleichzeitig öffnete die Priesterbruderschaft St. Pius X. in Essen das dritte Priorat in Deutschland (nach München, Saarbrücken – und dem Priesterseminar in Zaitzkofen).

## Ausstattung der heutigen Kirche
Mittelpunkt der Kirche ist seit 1981 der Hochaltar aus Anröchter-Dolomit mit dem Altarbild von Gottfried Gerstl (im sog. Münchner Stil, 1982); den Altar des Seitenschiffes schmückt eine Habsburger Madonna (um 1800). 1983 wurden die vier neuen Glocken (Fa. Edelbrock, Gescher) von Erzbischof Marcel Lefebvre feierlich konsekriert.
Helle Bleiglasfenster mit den Portraitmedaillons der heiligen Bonifatius, Petrus, Paulus und Pius X. (Fa. Derix, Kevelaer) ersetzen seit 1986 die alten Fenster (mit Darstellungen von Zechenarbeitern) und geben dem Kirchenraum einen lichten, feierlichen Charakter. Übernommen wurde neben der Kanzel und dem Taufbrunnen (beides neu gefasst) auch die Orgel (11 Register), die umgebaut und um zwei Register erweitert wurde.